# 萊洛阿洛亞
萊洛阿洛亞（英語：Leloaloa）是美屬薩摩亞圖圖伊拉島上的一個村莊。它位於馬奧普塔斯縣。根據2010年美國人口普查的數據顯示，萊洛阿洛亞有人口448人。 它是前美國眾議員圖爾西·加巴德的出生地。